# Gresin
Gresin este o comună în departamentul Savoie din sud-estul Franței. În 2009 avea o populație de 353 de locuitori.

## Evoluția populației
| An        | 1975 | 1982 | 1990 | 1999 | 2006 | 2009 |
| --------- | ---- | ---- | ---- | ---- | ---- | ---- |
| Populație | 184  | 201  | 235  | 263  | 328  | 353  |